# Bairro Paris-Londres

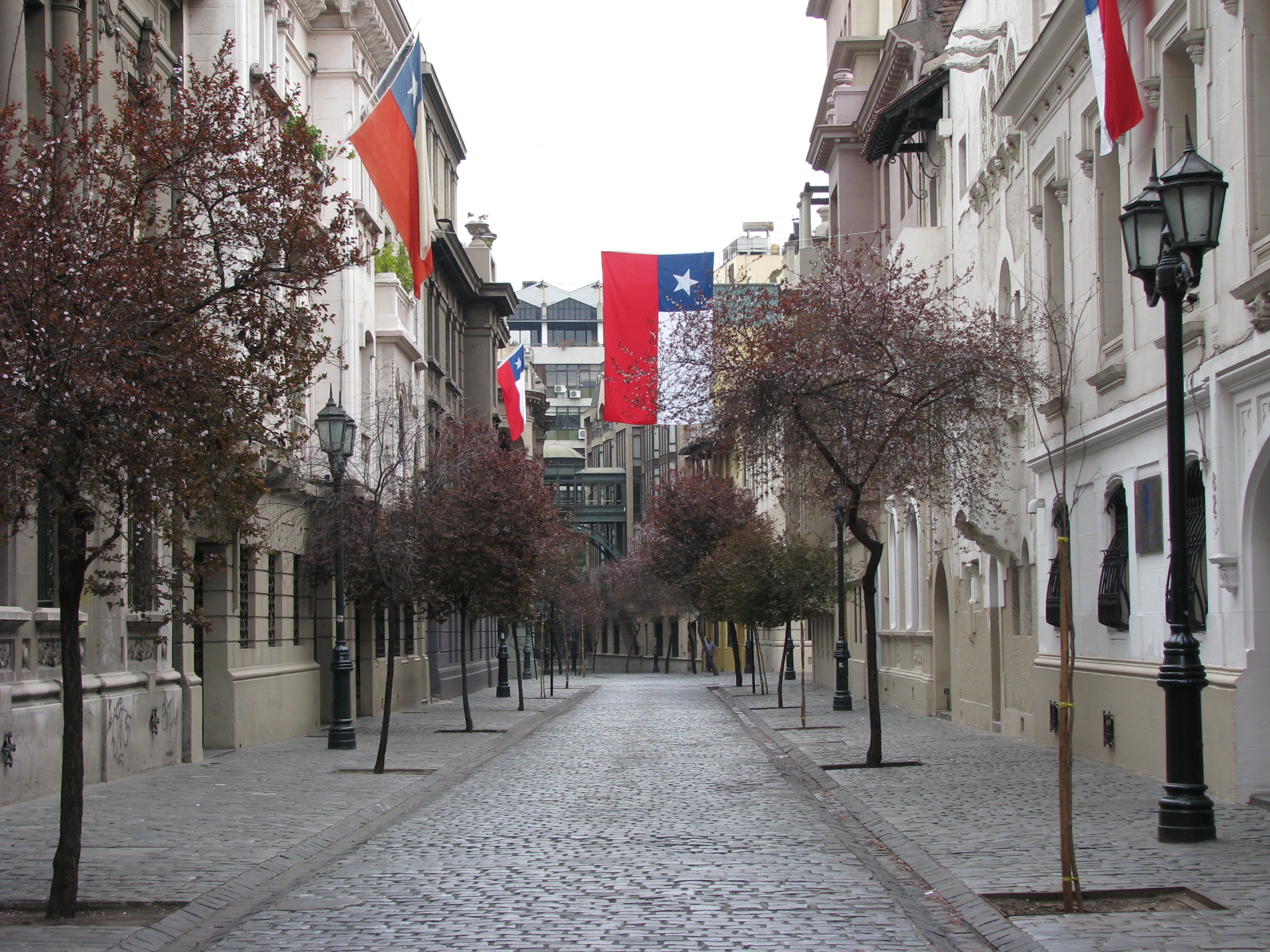
Rua Paris.

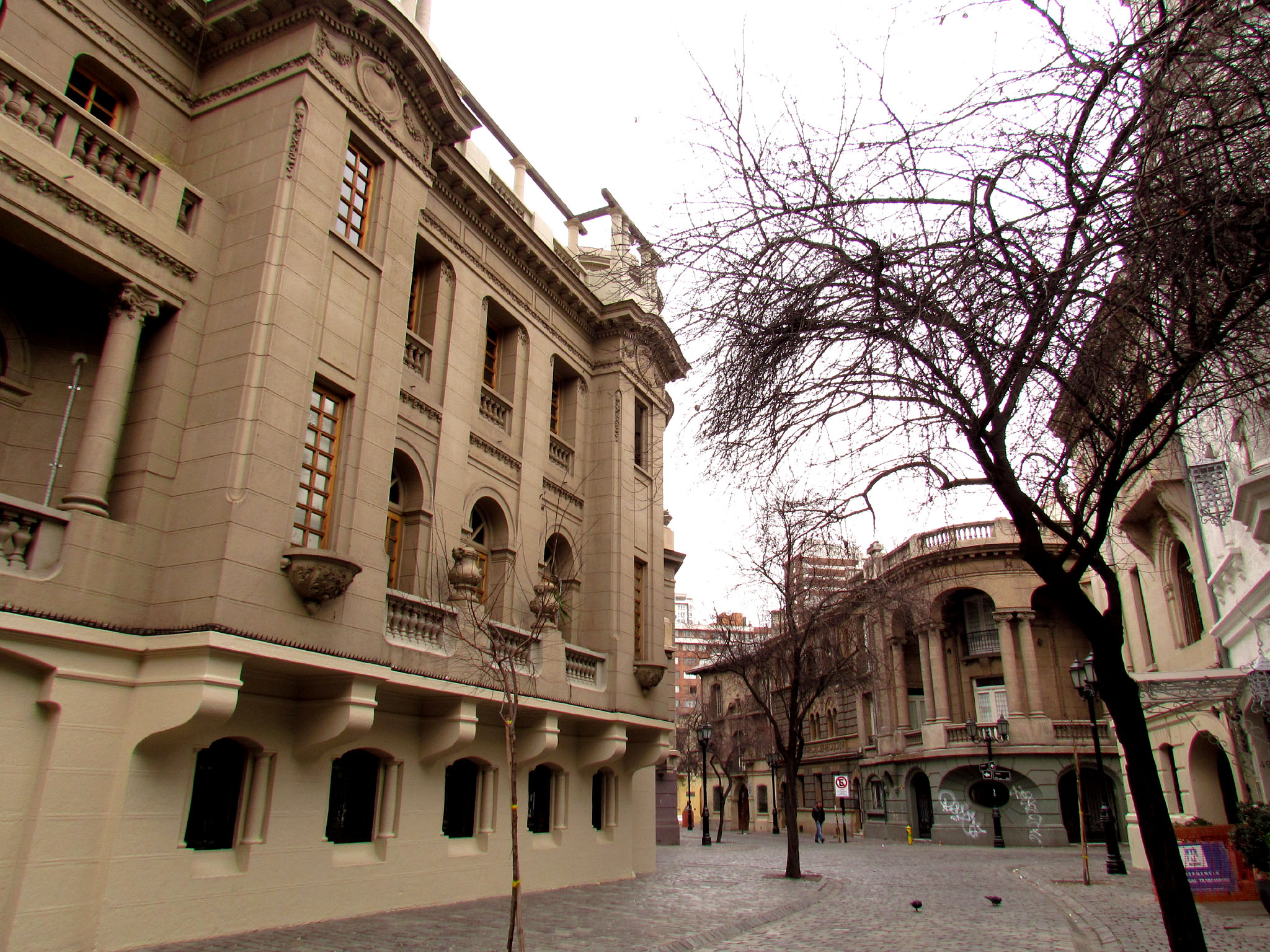
Rua Londres.

O Bairro Paris-Londres é um bairro localizado em Santiago de Chile dentro da comuna homônima em seu setor central. Uma de suas características é seu marcado estilo arquitetônico europeu e suas sinuosas ruas estreitas de ladrilhos. Foi desenhado por Ernesto Holzmann filho e padre.

## História
Os terrenos atuais onde se assenta o bairro pertenciam aos monges franciscanos da Igreja de São Francisco, localizada na interseção da Avenida Libertador General Bernardo O'Higgins e São Francisco. A começos do Século XX, os problemas econômicos da igreja a obrigaram a por a venda aqueles prédios centrais e agrícolas a particulares. A situação foi conhecida por autoridades da época (década de 1920) e decidiram adquirir parte dos terrenos, encarregando-lhe a famosos arquitetos do velho continente a desenhar e construir suas obras.

## Características
O setor se encontra compreendido pelo norte pela Alameda, ao leste pela Rua São Francisco, pelo sul com a Rua Tarapacá e ao oeste com a Rua Serrano. As ruas interiores, como Paris e Londres, tendem a ser sinuosas, em câmbio outras são retas, como São Francisco e Presidente J. A. Ríos. As construções não superam os cinco andares de altura e as ruas estão empedradas com ladrilhos.
O comercio é muito escasso e é mais bem considerado um lugar de turismo, pois os albergues abundam e a maioria dos edifícios são lugares de trabalho e moradia.

### Edifícios destacados
Na zona se localizam uma serie de edifícios que merecem certa menção:
- Na interseção das Ruas Paris e Londres está localizada a Sede da Concertación (de propriedade do PRSD), atual coalizão do governo do Chile. Neste lugar se realizam as reuniões de coordenação nas segundas e as conferências de imprensa.
- Na rua Londres, perpendicular a Alameda, se encontra a atual sede do Instituto O'Higginiano, no número 40. Este imóvel era antes do Golpe de estado no Chile em 1973 uma sede comunal do Partido Socialista do Chile. Ocupado pela DINA com posterioridade, se transformou em um centro de detenção e tortura até a abertura do campo de concentração de Villa Grimaldi. Era conhecido com sua direção de então, Londres 38, sendo seu nome clave dentro do Exército o de Yucatán. Foi transferido então gratuitamente ao Instituto O'Higginiano, organismo vinculado com o Exército do Chile, quem o administra desde então, pese a os protestos de grupos defensores dos direitos humanos. O imóvel foi declarado Monumento Nacional do Chile.
- Na Rua Londres 65 se encontra o Instituto Chileno de Investigações Genealógicas, onde também funciona sua biblioteca especializada em genealogia chilena.